# Lupinus mexicanus
Lupinus mexicanus är en ärtväxtart som beskrevs av Mariano Lagasca y Segura. Lupinus mexicanus ingår i släktet lupiner, och familjen ärtväxter. Inga underarter finns listade i Catalogue of Life.